# Niszczyciele typu O/P
Niszczyciele typów O i P – seria brytyjskich niszczycieli średniej wielkości z okresu II wojny światowej, licząca 16 okrętów – po 8 typu O i P. Według założeń oba typy miały być takie same, lecz ostatecznie po ukończeniu różniły się uzbrojeniem. Służyły od 1941 roku do lat 60. w marynarce brytyjskiej, a po wojnie także w Pakistanie i Turcji.

## Historia
W związku z przystąpieniem Wielkiej Brytanii do II wojny światowej zaistniała potrzeba budowy dużej liczby nowych niszczycieli. Po skonstruowaniu przed wojną dużych i silnie uzbrojonych okrętów typów Tribal, J/K/N i L/M nastąpił zwrot w kierunku budowy niszczycieli średniej wielkości, tańszych i szybszych w budowie. Miały one wypełniać lukę między dużymi niszczycielami a niszczycielami eskortowymi typu Hunt, uzupełniając nieco przestarzałe już okręty grupy typów A-I z pierwszej połowy lat 30.
Konstrukcję typu O/P oparto ogólnie na dużych niszczycielach typu J/K/N, jedynie nieco pomniejszając kadłub i zachowując praktycznie takie same nadbudówki i siłownię. Główną różnicę w stosunku do dużych niszczycieli stanowiło słabsze uzbrojenie i nieco uproszczona konstrukcja, natomiast wymiary i wyporność zmniejszyły się tylko w niewielkim stopniu. W zakresie uzbrojenia planowano powrócić do schematu typów A-I, w postaci 4 pojedynczych dział 120 mm, lecz trudności wojenne spowodowały konieczność częściowej zmiany zastosowanego uzbrojenia.
Osiem okrętów typu O zamówiono już 3 września 1939, w dniu przystąpienia Wielkiej Brytanii do wojny, a miesiąc później zamówiono 8 okrętów takiego samego typu P(związane było to z brytyjską praktyką budowania od razu całych flotylli niszczycieli, których nazwy zaczynały się na kolejne litery alfabetu). Określono je jako pierwszą i drugą flotyllę nadzwyczajną (Emergency Flotilla). Stępkę pod budowę pierwszych okrętów położono już w grudniu 1939, a do służby wchodziły od lipca 1941 (pierwszy „Oribi”) do października 1942 (dzięki prostszej konstrukcji zdołały „wyprzedzić” część niszczycieli typów L/M i N). Koszt budowy okrętów wynosił ok. 416 942 funtów („Onslow”). Nosiły one, zgodnie z tradycją brytyjską, nazwy rozpoczynające się na literę będącą oznaczeniem typu. Dalszym rozwinięciem typów O/P były typy Q/R, S-W i Z/Ca, będące standardowymi niszczycielami brytyjskimi drugiej połowy wojny.

## Opis

### Konstrukcja
Niszczyciele typów O/P powtarzały architekturę typów J/K/N, mając podobną smukłą, harmonijną i zwartą sylwetkę. Kadłub miał podniesiony pokład dziobowy na ok. 40% jego długości, lekko wznoszący się na dziobie. Rufa była zaokrąglona w rzucie z góry, z pionową stewą. Dwupiętrowa nadbudówka dziobowa była kształtu  typowego dla brytyjskich niszczycieli począwszy od typu I – niska, opływowa, ze zwężającą się klinowo przednią ścianą, ściętą u góry (typ Admiralicji). Górne piętro mieściło w przedniej części sterówkę, a za nią odkryty pomost bojowy, dolne było wydłużone. Za nadbudówką znajdował się uskok pokładu i jedyny maszt trójnożny. Pojedyncze stanowiska dział chronionych maskami przeciwodłamkowymi umieszczone były typowo: na pokładzie dziobowym (A) i pokładzie nadbudówki dziobowej (B) oraz na niewielkiej nadbudówce rufowej (X) i pokładzie rufowym (Y).
Okręty miały dwie kotłownie i jedną maszynownię w układzie liniowym. Spaliny z kotłowni były odprowadzane przez jeden komin. Siłownia o takiej samej mocy jak w typach J/K/N pozwalała na uzyskanie takiej samej prędkości 36 w lub nawet nieco wyższej. Zapas paliwa wynosił 500 t. „Onslow” i „Pakenham” zostały wyposażone w pomieszczenia sztabowe, jako okręty flagowe flotylli (lidery).

### Uzbrojenie
Na okrętach stosowano trzy warianty uzbrojenia głównego. Początkowo planowano dla wszystkich okrętów 4 pojedyncze działa kalibru 120 mm z maskami ochronnymi, jak w typach A-I, jednakże tylko cztery pierwsze okręty „Onslow”, „Offa”, „Onslaught” i „Oribi” otrzymały takie uzbrojenie (w rzeczywistości na etapie budowy zamieniono nazwami „Pakenham” i „Pathfinder” z „Onslow” i „Onslaught” w celu stworzenia jednolitej półflotylli typu O uzbrojonej w działa 120 mm). Pierwsze doświadczenia wojny ukazały słabość uzbrojenia przeciwlotniczego brytyjskich niszczycieli i, podobnie jak na innych brytyjskich niszczycielach początkowego okresu wojny, jeszcze w trakcie budowy rufowy aparat torpedowy zastąpiono na nich działem przeciwlotniczym 102 mm Mk V. Z uwagi na jego małą skuteczność od 1943 roku na miejscu tego działa instalowano przewidziany tam pierwotnie drugi aparat torpedowy (z wyjątkiem „Oribi”).

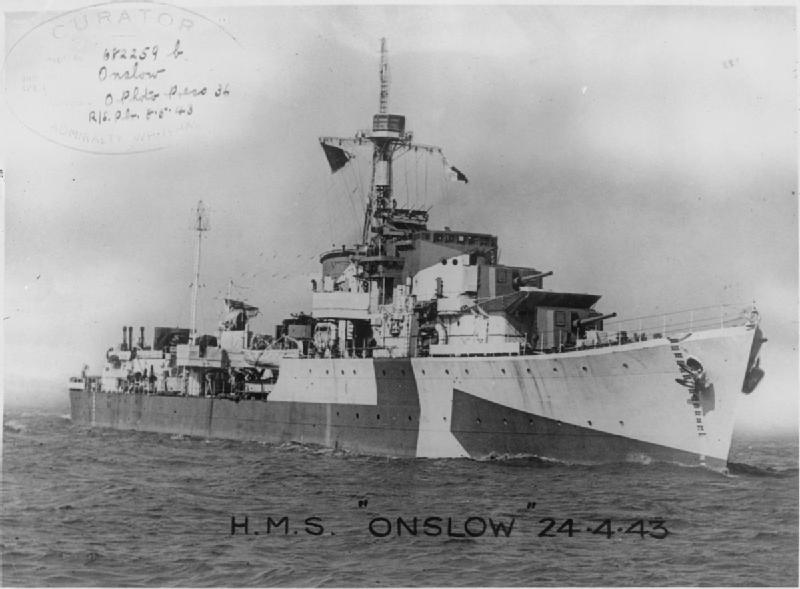
HMS„Onslow”

Druga półflotylla typu O („Obdurate”, „Opportune”, „Obedient”, „Orwell”) została przystosowana do stawiania min i dlatego zastosowano na nich lżejsze uzbrojenie główne z 4 pojedynczych dział uniwersalnych 102 mm, przy tym zachowały one oba aparaty torpedowe. Przy pełnym ładunku 60 min rufowy aparat torpedowy i rufowe działo Y były demontowane. Działa były wyposażone w maski ochronne, z  wyjątkiem działa na pokładzie rufowym.
Niszczyciele typu P postanowiono uzbroić w całości w działa uniwersalne 102 mm, z braku wystarczającej liczby dostępnych dział 120 mm. Z powodu jednak niewystarczającej produkcji nowszych, lepszych dział Mk XVI w podwójnych stanowiskach otrzymały one 4 pojedyncze działa 102 mm Mk V i dodatkowo piąte takie działo zamiast rufowego aparatu torpedowego. Oba działa na dziobie i działo na nadbudówce rufowej były wyposażone w maski ochronne, pozostałe dwa ich nie miały (na „Paladin” i „Pakenham” maskę miało działo na pokładzie rufowym, a nie na nadbudówce). Na ocalałych niszczycielach („Penn”, „Petard”, „Pathfinder” i „Paladin”) od 1943 roku zastępowano piąte działo przewidzianym pierwotnie aparatem torpedowym. Niszczyciel „Petard” jako jedyny został w 1944 zmodernizowany i w miejsce czterech pojedynczych zastosowano na nim dwa podwójne stanowiska Mk XIX dział 102 mm Mk XVI, na nadbudówkach dziobowej i rufowej.
Ogólnie uzbrojenie artyleryjskie okrętów typów O/P było jak na niszczyciele umiarkowanie silne (pierwsza seria O) lub wręcz słabe (pozostałe).
Lekkie uzbrojenie przeciwlotnicze było podobne jak w typach J/K/N, składające się z poczwórnej armaty automatycznej 40 mm Mk VIII „pom-pom” i czterech działek Oerlikon 20 mm. Działko 40 mm umieszczone było na małej nadbudówce za kominem (kryjącej ciągi wentylacyjne tylnej kotłowni) i dysponowało dość szerokim polem ostrzału w poziomie, działka 20 mm były na skrzydłach nadbudówki dziobowej i platformy reflektora. W 1944 liczbę działek 20 mm zwiększano do 6, uzbrojenie to było jednak dość słabe.
Uzbrojenie uzupełniały na wszystkich typach dwa – lub jeden w przypadku zamontowania działa przeciwlotniczego – czterorurowe aparaty torpedowe na pokładzie, w osi podłużnej okrętu. Między nimi znajdowała się mała nadbudówka z platformą reflektora (kryjąca ciągi wentylacyjne maszynowni). Uzbrojenie przeciwpodwodne było w typie O początkowo dość słabe, jedynie nieco silniejsze od typów J/K/N, w postaci 2 zrzutni na 6 bomb i 2 miotaczy bomb głębinowych (30 bomb). Dzięki mniejszej masie artylerii w typie P wzmocniono je do 2 zrzutni i 4 miotaczy (70 bomb). Później uzbrojenie to w typie O też wzmacniano do takiego standardu, zwiększano również zapas bomb głębinowych do 60. Do wykrywania okrętów podwodnych niszczyciele wyposażone były w standardowy hydrolokator Asdic.
Nietypowo dla niszczycieli brytyjskich, w celu uproszczenia konstrukcji, do kierowania ogniem artylerii głównej służył pojedynczy prosty dalmierz przystosowany do funkcji kierowania ogniem (Rangefinder Director Mk V**), wyposażony w radar artyleryjski Typ 285, na nadbudówce dziobowej. Okręty już wchodziły do służby z dalszym wyposażeniem radarowym, lecz jego konfiguracja na poszczególnych okrętach zmieniała się i różniła w miarę instalacji nowszych radarów.

## Okręty
Daty dotyczące poszczególnych okrętów podawane są odmiennie w niektórych publikacjach.
| Nazwa (nr taktyczny) | Położenie stępki, stocznia    | Data wodowania | Wejście do służby | Los                            |
| Typ O                | Typ O                         | Typ O          | Typ O             | Typ O                          |
| -------------------- | ----------------------------- | -------------- | ----------------- | ------------------------------ |
| Seria I              |                               |                |                   |                                |
| Onslow (G17) *       | 15. 01. 1940, John Brown      | 11. 03. 1941   | 20. 09. 1941      | → Pakistan 1949 „Tippu Sultan” |
| Offa (G29)           | 01. 06. 1940, Fairfield       | 31. 03. 1941   | 08. 10. 1941      | → Pakistan 1949 „Tariq”        |
| Onslaught (G04) *    | 14. 01. 1941, Fairfield       | 09. 10. 1941   | 19. 06. 1942      | → Pakistan 1951 „Tughril”      |
| Oribi (G66)          | 15. 01. 1940, Fairfield       | 14. 01. 1941   | 05. 07. 1941      | → Turcja 1946 „Gayret”         |
| Seria II             |                               |                |                   |                                |
| Obdurate (G39)       | 25. 04. 1940, Denny           | 19. 02. 1942   | 30. 09. 1942      | wycof. 30. 11. 1964            |
| Opportune (G80)      | 28. 03. 1940, Thornycroft     | 21. 01. 1942   | 14. 08. 1942      | wycof. 25. 11. 1955            |
| Obedient (G48)       | 22. 05. 1940, Denny           | 30. 04. 1942   | 03. 10. 1942      | wycof. 19. 10. 1962            |
| Orwell (G98)         | 16. 05. 1940, Thornycroft     | 02. 04. 1942   | 07. 10. 1942      | → Type 16, wyc. 28. 06. 1965   |
| Typ P                |                               |                |                   |                                |
| Pakenham (G06) *     | 06. 02. 1940, Hawthorn Leslie | 28. 01. 1941   | 04. 02. 1942      | zatopiony 16. 04. 1943         |
| Penn (G77)           | 26. 12. 1939, Vickers         | 12. 02. 1941   | 10. 02. 1942      | wycof. 1950                    |
| Petard (G56)         | 26. 12. 1939, Vickers         | 27. 03. 1941   | 14. 06. 1942      | → Type 16, wyc. 1965           |
| Pathfinder (G10) *   | 05. 03. 1940, Hawthorn Leslie | 10. 04. 1941   | 13. 04. 1942      | uszkodz. 11. 2. 1945, wycof.   |
| Panther (G41)        | 15. 07. 1940, Fairfield       | 28. 05. 1941   | 12. 12. 1941      | zatopiony 09. 10. 1943         |
| Paladin (G69)        | 22. 07. 1940, John Brown      | 11. 06. 1941   | 12. 12. 1941      | → Type 16, wyc. 25. 10. 1962   |
| Porcupine (G93)      | 26. 12. 1939, Vickers         | 10. 06. 1941   | 31. 08. 1942      | uszkodz. 9. 12. 1942, wycof.   |
| Partridge (G30)      | 03. 06. 1940, Fairfield       | 05. 08. 1941   | 22. 02. 1942      | zatop. 18. 12. 1942            |

* – budowę „Onslow” rozpoczęto pod nazwą  „Pakenham”, budowę „Pakenham” pod nazwą „Onslow”, budowę „Onslaught” pod nazwą „Pathfinder”, a budowę „Pathfinder” pod nazwą „Onslaught”; zamieniono im następnie nazwy w celu uzyskania jednolitej półflotylli typu O uzbrojonej w działa 120 mm.
Stocznie:
- John Brown and Company w Clydebank w Szkocji
- Fairfield Shipbuilding and Engineering Company w Govan w Szkocji
- William Denny, Brothers and Company w Dumbarton w Szkocji
- R. and W. Hawthorn Leslie and Company w Hebburn
- Thornycroft(inne języki) w Southampton
- Vickers-Armstrongs w Newcastle upon Tyne

## Zarys służby
Niszczyciele typów O i P były intensywnie używane w walkach toczonych przez Brytyjczyków na różnych teatrach działań wojennych, m.in. na Morzu Śródziemnym, gdzie miały miejsce wszystkie bezpowrotne straty tych niszczycieli. Utracono podczas wojny 4 niszczyciele typu P (ponadto jeden nie został naprawiony), natomiast wszystkie okręty typu O przetrwały wojnę. HMS „Porcupine” został 9 grudnia 1942 ciężko uszkodzony torpedą okrętu podwodnego U-602, po czym kadłub, rozdzielony na dwie części nazwane „Pork” i „Pine”, służył już jedynie jako hulk portowy. HMS „Partridge” został 18 grudnia 1942 zatopiony przez okręt podwodny U-565 pod Oranem, HMS „Panther” został zatopiony 9 października 1943 przez niemieckie lotnictwo na wschodnim Morzu Śródziemnym, a „Pakenham” został samozatopiony 16 kwietnia 1943 po ciężkim uszkodzeniu przez włoskie torpedowce „Cassiopea” i „Cigno”. Oprócz tych strat bezpowrotnych, HMS „Pathfinder” został ciężko uszkodzony 11 lutego 1945 przez japońskie lotnictwo i już nie naprawiony, a „Obdurate” w 1944 został uszkodzony niemiecką torpedą akustyczną.

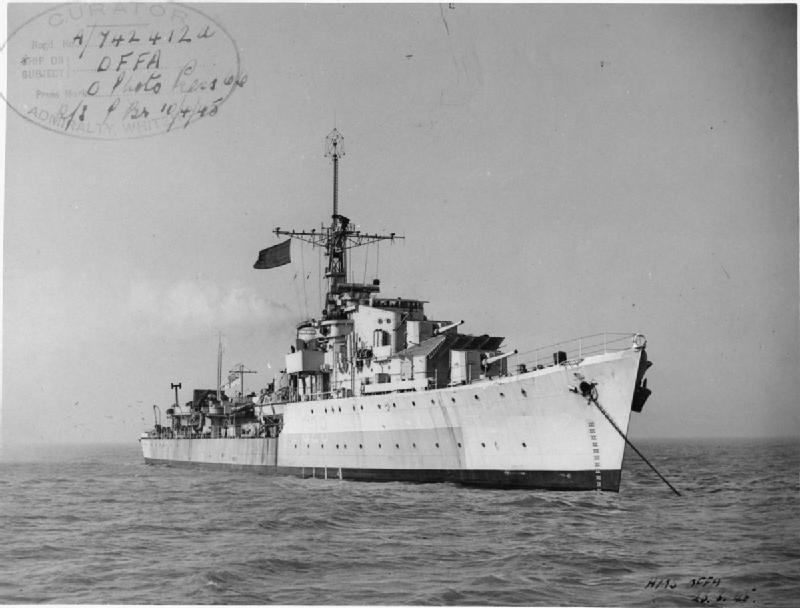
HMS „Offa”

Niszczyciele tego typu odznaczyły się też w walkach konwojowych, zwłaszcza HMS „Onslow”, „Orwell”, „Oribi”, „Obedient” i „Obdurate” skutecznie osłoniły konwój arktyczny JW-51B przed atakiem niemieckiego krążownika ciężkiego „Admiral Hipper” w bitwie na Morzu Barentsa 31 grudnia 1942. HMS „Pathfinder” i „Penn” brały udział w operacji konwojowej Pedestal na Maltę. HMS „Offa” zdobył podczas służby aż 9 wyróżnień bojowych (Battle Honours), a „Onslow" i „Penn” po 8.
HMS „Petard” był prawdopodobnie jedynym okrętem, który brał udział w zatopieniu okrętów podwodnych wszystkich trzech państw Osi (niemieckiego U-559, włoskiego „Uarsciek” i japońskiego I-27).

### Służba powojenna i modernizacje
Po wojnie ocalałe okręty kontynuowały służbę w Wielkiej Brytanii. „Obedient”, „Onslaught”, „Offa”, „Onslow”, „Orwell” wzięły udział w operacji Deadlight – niszczeniu zdobycznych U-Bootów. „Onslow”, „Offa” i „Onslaught” zostały w latach 50. sprzedane do Pakistanu (jako „Tippu Sultan”, „Tariq” i „Tughril”), a „Oribi” już w 1946 przekazany do Turcji (jako „Gayret”).
HMS „Orwell”, „Paladin” i „Petard” oraz pakistańskie dawne „Onslow” i „Onslaught” zostały w pierwszej połowie lat 50. przebudowane i przeklasyfikowane na fregaty zwalczania okrętów podwodnych Type 16. Przebudowa kadłuba i nadbudówek nie była daleko idąca, natomiast uzbrojenie zamieniono na podwójne działo uniwersalne 102 mm, 7 armat przeciwlotniczych Bofors 40 mm (1 podwójna Mk.5, 5 pojedynczych Mk.9), 2 miotacze bomb głębinowych Squid i jeden poczwórny aparat torpedowy 533 mm. Otrzymały też nowsze radary i sonary.

## Szczegóły uzbrojenia
Typ O (1. seria):
- 4 działa 120 mm (4.7in) Mk IX na pojedynczych podstawach CP Mk XVIII, osłoniętych maskami (4xI)
  - długość lufy: L/45 (45 kalibrów), donośność maksymalna 15 545 m, kąt podniesienia +40°, masa pocisku 22,7 kg
- 1 działo uniwersalne 102 mm (4in) Mk V na podstawie Mk III lub Mk IV (w 1943-1944 demontowane)
  - długość lufy: L/45, donośność maksymalna 15 020 m, w pionie 9450  m, kąt podniesienia +80°, masa pocisku 14,06-15,2 kg
- 4 automatyczne armaty przeciwlotnicze 40 mm Vickers Mk VIII ("pom-pom"), poczwórnie sprzężone na podstawie Mk VII (1xIV)
  - długość lufy: L/39, donośność skuteczna 3475 m, w pionie 1555 m, masa pocisku 0,91 kg,
- 4-6 automatycznych działek plot 20 mm Oerlikon, pojedynczych
- 4 wyrzutnie torpedowe 533 mm w aparacie QR Mk VIII** lub Mk VIII*** (1xIV), 4 torpedy Mk.IX (od 1943-1944 – 8 wyrzutni, 2xIV)
- 2 zrzutnie na 6 bomb i 2 miotacze bomb głębinowych (30 bomb głębinowych) (później 2 zrzutnie, 4 miotacze i 60 bomb)

Typ O (2. seria):
- 4 działa uniwersalne 102 mm (4in) Mk V na podstawie Mk III lub Mk IV (4xI)
  - długość lufy: L/45, donośność maksymalna 15 020 m, w pionie 9450  m, kąt podniesienia +80°, masa pocisku 14,06-15,2 kg
- 4 automatyczne armaty przeciwlotnicze 40 mm Vickers Mk VIII ("pom-pom"), poczwórnie sprzężone na podstawie Mk VII (1xIV)
  - długość lufy: L/39, donośność skuteczna 3475 m, w pionie 1555 m, masa pocisku 0,91 kg,
- 4-6 automatycznych działek plot 20 mm Oerlikon, pojedynczych
- 8 wyrzutni torpedowych 533 mm w 2 aparatach QR Mk VIII** lub Mk VIII*** (2xIV), 8 torped Mk.IX
- 2 zrzutnie na 6 bomb i 2 miotacze bomb głębinowych (30 bomb głębinowych) (później 2 zrzutnie, 4 miotacze i 60 bomb)
- możliwość zabrania 60 min morskich

Typ P:
- 5 dział uniwersalnych 102 mm (4in) Mk V na podstawie Mk III lub Mk IV (5xI) (w 1943-1944 jedno demontowane)
  - długość lufy: L/45, donośność maksymalna 15 020 m, w pionie 9450  m, kąt podniesienia +80°, masa pocisku 14,06-15,2 kg
- 4 automatyczne armaty przeciwlotnicze 40 mm Vickers Mk VIII ("pom-pom"), poczwórnie sprzężone na podstawie Mk VII (1xIV)
  - długość lufy: L/39, donośność skuteczna 3475 m, w pionie 1555 m, masa pocisku 0,91 kg,
- 4-6 automatycznych działek plot 20 mm Oerlikon, pojedynczych
- 4 wyrzutnie torpedowe 533 mm w  aparacie QR Mk VIII** lub Mk VIII*** (2xIV), 4 torpedy Mk.IX (od 1943-1944 – 8 wyrzutni, 2xIV)
- 2 zrzutnie na 6 bomb i 4 miotacze bomb głębinowych (70 bomb głębinowych)

Wyposażenie
- system kierowania ogniem artylerii: główny dalocelownik z dalmierzem (Rangefinder Director) Mk V** i radarem kierowania ogniem Typ 285 (na nadbudówce dziobowej)
- radar dozoru powietrznego Typ 286, później Typ 291 (różne konfiguracje)
- radar wykrywania nawodnego Typ 271 lub 272 (niektóre okręty)
- namiernik emisji radiowej HF/DF
- hydrolokator Asdic